# اليوم الدولي للعيش معا في سلام
اليوم الدولي للعيش معاً في سلام أو اليوم العالمي للعيش معاً في سلام هو احتفال عالمي يحدث في اليوم السادس عشر (16) من شهر أيار/مايو من كل عام، ويقام لتعبئة جهود المجتمع الدولي لتعزيز السلام والتسامح والتضامن والتفاهم والتكافل، والإعراب عن رغبة أفراد المجتمع في العيش والعمل معًاً، متحدين على اختلافاتهم لبناء عالم ينعم بالسلام وبالتضامن وبالوئام.
وحسب الأمم المتحدة فإن هذا اليوم دعوة للبلدان لزيادة تعزيز المصالحة وللمساعدة في ضمان السلام والتنمية المستدامة، بما في ذلك العمل مع المجتمعات المحلية والزعماء الدينيين والجهات الفاعلة الأخرى ذات الصلة، من خلال تدابير التوفيق وأعمال الخدمة وعن طريق التشجيع على التسامح والتعاطف بين الأفراد.

## معلومات أساسية

### تصويت الجمعية العامة على القرار
فِي الدورة الثانية والسبعون للجمعية العامة للأمم المتحدة والمُنعقدة في 8 كانون الأول/ديسمبر 2017 صادقت الجمعية العامة بالإجماع (172 دولة من إجمالي 193) على اللائحة رقم 72/130 تقرر إعلان يوم 16 من شهر أيار/مايو يوماً دولياً للعيش معاً في سلام، ودعت الجمعية العامة للأمم المتحدة جميع الدول الأعضاء ومؤسسات منظومة الأمم المتحدة وغيرها من المنظمات الدولية والإقليمية والمجتمع المدني، بما يشمل المنظمات غير الحكومية والأفراد، إلى الاحتفال باليوم الدولي للعيش معاً في سلام، وفقا للثقافة السائدة وغيرها من الظروف أو الأعراف في مجتمعاتها المحلية والوطنية والإقليمية، بطرق منها التثقيف والاضطلاع بأنشطة بهدف توعية الجمهور، وإلى مواصلة تعزيز المصالحة من أجل المساعدة على تحقيق السلام والتنمية المستدامة.

### خلفية تاريخية
يعود إقرار يوم 16 من شهر أيار/مايو يوماً دولياً للعيش معاً في سلام إلى الجزائر بعد أن إقترحت هذا التاريخ على الجمعية العامة في 2017، واستلهم هذا من خلال ما انجر عن ميثاق السلم والمصالحة الوطنية للرئيس عبد العزيز بوتفليقة 2005، وفكرة اليوم الدولي للعيش معا في سلام تمّ تقديمها خلال مؤتمر نُظم بوهران سنة 2014 من طرف الجزائري خالد بن تونس مؤسس الجمعية الدولية الصوفية العلوية ورئيسها الشرفي، ومنحه الرئيس عبد العزيز بوتفليقة وسام الاستحقاق الوطني من مصف عهيد وكُرم من قبل كندا بوسام رجل سلام.

#### تصريحات مختلفة حول إقرار هذا اليوم
- هنري تيسي رئيس أساقفة الجزائر: «...الجزائر ضمنت أمن وحرية الأقلية المسيحية التي فضلت البقاء في الجزائر وكانت جنبا إلى جنب إلى الجزائريين في السراء والضراء  سيما خلال التسعينات...»[10]

- إسماعيل شرقي مفوض السلم والأمن لدى الإتحاد الأفريقي: «...إنه من الأهمية بمكان  الاستفادة من خبرة الجزائر في إطار المصالحة الوطنية و مكافحة الإرهاب و ما قام به الرئيس عبد العزيز بوتفليقة من إعادة الأمن و الطمأنينة في الجزائر...»[10]
- عبد القادر طالب عمر سفير الصحراء الغربية بالجزائر: «...إنه اعتراف عالمي بالدور الذي تقوم به الجزائر في نشر السلم والمصالحة والاستفادة من تجربتها في مكافحة الإرهاب، حيث أصبحت مدرسة تستفيد وتنهل منها الشعوب...»[10]

## وصلات خارجية
- اللائحة 130/72 - الدورة الثانية والسبعون - اليوم الدولي للعيش معاً في سلام (موقع الأمم المتحدة)
- 16 ماي اليوم الدولي للعيش معا في سلام - يوتيوب